# Hermann von Hochberg
Hermann von Hochberg (* 1813; † 1884) war ein preußischer Verwaltungsjurist und Landrat im Kreis Habelschwerdt (1850, 1853–1884).

## Leben
Hochberg entstammte dem Adelsgeschlecht Hochberg. Nach dem Besuch des Gymnasiums in Gleiwitz diente er als Einjährig-Freiwilliger in der Preußischen Armee. Als Landwehroffizier war er zuletzt Hauptmann. Im Jahr 1850 war Hochberg interimistisch Landrat und seit 1853–1884 amtierte er als Landrat in Habelschwerdt, Provinz Schlesien. 
Da er als Landrat bei der Besetzung von Ämtern regelmäßig liberalen Kreistagsmehrheiten unterlag, ging er 1873 dazu über, denen ihm nicht genehmen in Ämter gekommenen Personen damit zu drohen, er werde ihre Tätigkeit akribisch überwachen und noch die kleinste Unregelmäßigkeit bei der Staatsanwaltschaft anzeigen. Mit dieser Taktik war er so erfolgreich, dass er 1882 zufrieden feststellte, dass die Liberalen sich aus ihren Ehrenämtern zurückgezogen hätten und nur noch „auf der Bierbank“ kritische Reden schwingen würden. 1883 legte sein Hauptgegner, der Kreisdeputierte Hanke, seine Ämter nieder und gab sich damit den „autokratischen Maßnahmen“ des Landrats geschlagen.
Hochberg wurde zum Geheimen Regierungsrat ernannt. In den Jahren 1855–1861 wirkte er als Mitglied des Preußischen Abgeordnetenhauses (Büchtemann, bkF).